# 黄海道 (大韓民国)
黄海道（ファンヘド、こうかいどう）は、朝鮮半島中西部に位置する大韓民国の行政区（以北五道）。道庁所在地は海州市。
現在、全域が朝鮮民主主義人民共和国による支配下にあり、大韓民国政府による実効支配は及んでいない。朝鮮民主主義人民共和国の行政区画では黄海北道の大部分と黄海南道に相当する。

## 歴史
北朝鮮においては、黄海北道・黄海南道の2つに分割されているが、大韓民国ではそれを認めていないため黄海道のままである。なお、かつて黄海道に属していた白翎島や延坪島などの島嶼（西海五島）は、京畿道に編入され、1995年3月1日に仁川広域市に編入されている。

## 黄海道の自治体

### 市
- 海州市 - 해주시【海州市】Haeju-si （ヘジュ=シ、黄海道道庁所在地）
- 沙里院市 - 사리원시【沙里院市】Sariwon-si （サリウォン=シ）
- 松林市 - 송림시【松林市】Songnim-si （ソンニム=シ）

### 郡
- 遂安郡 - 수안군【遂安郡】Suan-gun （スアン=グン）
- 谷山郡 - 곡산군【谷山郡】Goksan-gun （コクサン=グン）
- 新渓郡 - 신계군【新溪郡】Singye-gun （シンゲ=グン）
- 金川郡 - 금천군【金川郡】Geumcheon-gun （クムチョン=グン）
- 瑞興郡 - 서흥군【瑞興郡】Seoheung-gun （ソフン=グン）
- 平山郡 - 평산군【平山郡】Pyeongsan-gun （ピョンサン=グン）
- 延白郡 - 연백군【延白郡】Yeonbaek-gun （ヨンベク=グン）
  - 現在は、「延安郡」と「白川郡」に分割
- 黄州郡 - 황주군【黃州郡】Hwangju-gun （ファンジュ=グン）
- 鳳山郡 - 봉산군【鳳山郡】Bongsan-gun （ポンサン=グン）
- 載寧郡 - 재령군【載寧郡】Jaeryeong-gun （チェリョン=グン）
- 碧城郡 - 벽성군【碧城郡】Byeokseong-gun （ピョクソン=グン）
- 甕津郡 - 옹진군【甕津郡】Ongjin-gun （オンジン=グン）
- 長淵郡 - 장연군【長淵郡】Jangyeon-gun （チャンヨン=グン）
- 松禾郡 - 송화군【松禾郡】Songhwa-gun （ソンファ=グン）
- 殷栗郡 - 은률군【殷栗郡】Eullyul-gun （ウルリュル=グン）
- 安岳郡 - 안악군【安岳郡】Anak-gun （アナク=グン）
- 信川郡 - 신천군【信川郡】Sincheon-gun （シンチョン=グン）